# Vombat severní
Vombat severní (Lasiorhinus krefftii), známý též pod názvem Krefftův, je velice vzácný vačnatec a jeden ze tří žijících zástupců čeledi vombatovitých (Vombatidae). V minulosti se v Austrálii vyskytoval od Nového Jižního Walesu až po Queensland, dnes přežívají poslední jedinci v malé kolonii čítající asi 70 nor ve střední části Queenslandu. Celá oblast měří něco přes 15 km², část tohoto území je vyhlášena národním parkem.
Je o něco menší než jeho známější příbuzný vombat obecný (Vombatus ursinus). Dorůstá délky asi 1 m a hmotnosti až 36 kg. Jeho srst je poměrně jemná a pokrývá i čenich.